# Javacarus pilosus
Javacarus pilosus är en kvalsterart som först beskrevs av Sandór Mahunka 1982.  Javacarus pilosus ingår i släktet Javacarus och familjen Lohmanniidae. Inga underarter finns listade i Catalogue of Life.